# Bilobatus luridipennis
Bilobatus luridipennis är en skalbaggsart som beskrevs av Waterhouse 1878. Bilobatus luridipennis ingår i släktet Bilobatus och familjen Rutelidae. Inga underarter finns listade.